# Music for Pictures
Music for Pictures is een muziekalbum van de Amerikaan Trey Gunn. Gunn, voornamelijk bekend van King Crimson, heeft in de loop der tijden soundbits opgenomen voor allerlei multimedia-toepassingen. Deze stukjes zijn achteraf bewerkt om ze uit te geven als regulier muziekalbum. Hoe kort de soundbits ook zijn, soms zijn riffs te horen die zo in de muziek van King Crimson passen. Andere tracks zijn ambient.

## Musici
- Trey Gunn – al dan niet fretloze gitaar en basgitaar, toetsen bijgestaan door
- Matt Chamberlain, Greg Gilmore, Pat Mastoletto, Phil Petrocelli – slagwerk
- Beth Quist - zang

## Composities
Allen van Gunn
1. Field Raiders
2. Magnificent Jinn
3. Bridge Over a Red Sky
4. Fifth Spin of the Sun
5. Capturing the Beam
6. West of the Electric Wire
7. Forest of Sighs
8. Silver Bough
9. Final Cirlce of Paradise
10. Corn Thief
11. Night Blossom
12. Forests of Stone
13. Hovering the Dry Sea
14. Corn of the Heart
15. Cigarette in a Cornfield
16. Hari's Dream
17. Cabbage Eared Boy
18. Isle of the Blest
19. Secondary Strike
20. Nausicaa
21. Shattered Forests of Glass
22. Mermen
23. Hammerhead
24. Laddered and Runged
25. Spirit of Flight
26. Unmistakable Lightness
27. Solarists
28. Training to the Roadside Picnic
29. Ghosts Listen